# کاستلامونته
کاستلامونته (به ایتالیایی: Castellamonte) یک کومونه در ایتالیا است که در استان تورین واقع شده‌است.

## خصوصیات
کاستلامونته ۳۸٫۵ کیلومترمربع مساحت و ۹٬۹۸۶ نفر جمعیت دارد و ۳۴۳ متر بالاتر از سطح دریا واقع شده‌است.